# 요추천자

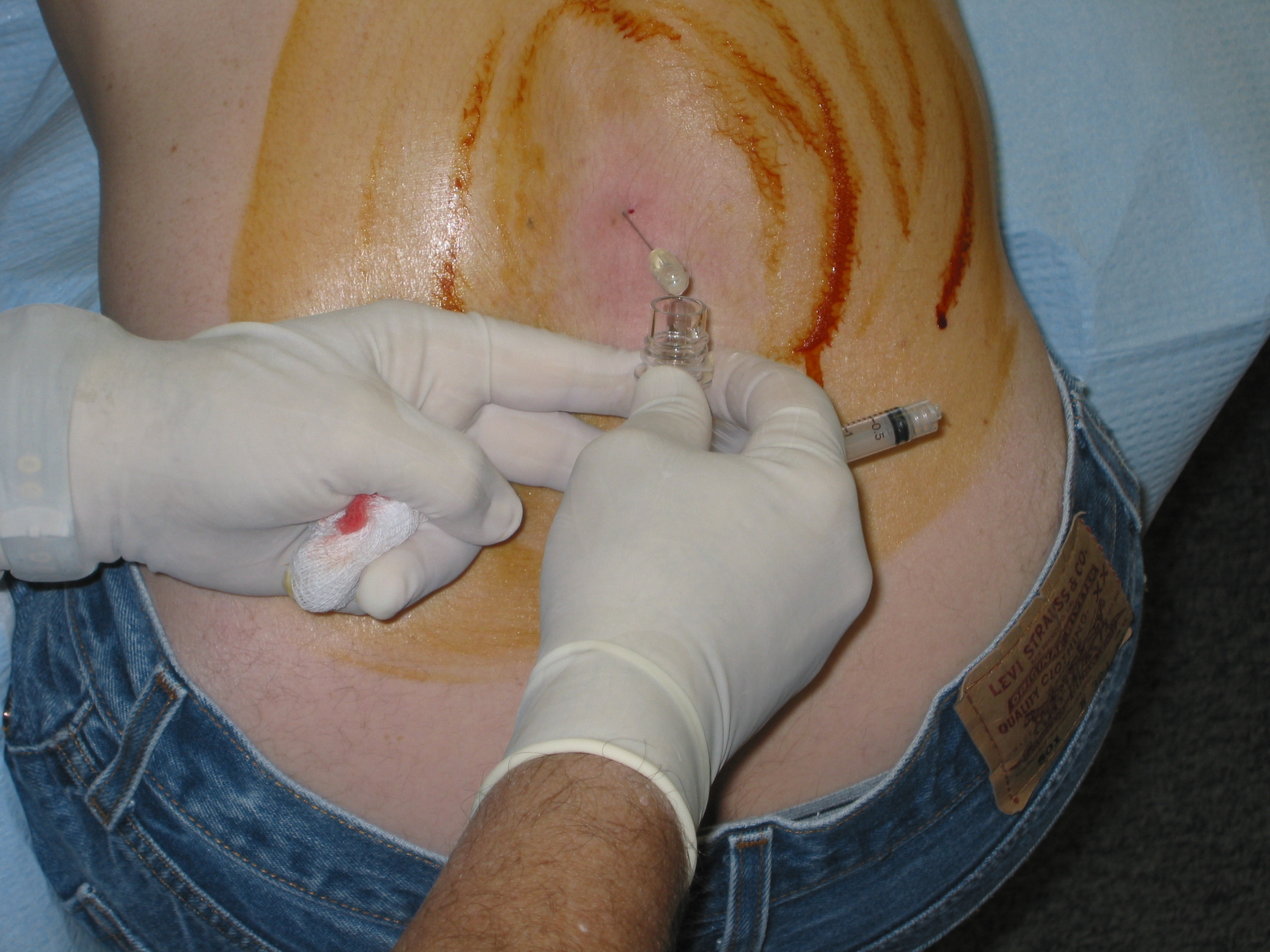
신경학자의 손과 요추천자를 하고 있는 환자, 붉고 검은 것은 환자의 등을 소독하기 위한 요오드팅크이다.

요추천자(腰椎穿刺, lumbar puncture, LP)는 뇌척수액(cerevrospinal fluid, CSF)을 생화학적, 미생물학적, 세포학적으로 분석할 때 사용하는 진단방법이다.

## 정보
요추천자의 대부분의 일반적인 목적은 뇌수막염이 의심되는 경우 뇌척수액을 모으는 것이다. 뇌척수액을 모을 수 있는 다른 방법이 없기에 요추천자 방법을 사용한다. 어린 영유아는 열이 날 경우 일반적으로 요추천자를 사용한다. 어떠한 나이 그룹에서도 , 지주막하출혈(蜘蛛膜下出血), 수두, 양성뇌고혈압과 많은 진단을 받은 환자들은 이 검사에서 제외되어야 한다.
요추천자는 뇌척수액으로 약을 집어넣는 방법으로 사용될 수 있다. 특히 척수마취나 화학치료에 사용한다. 천추천자는 뇌척수액안에 악성세포가 있는지 확인할 때도 사용한다.

## 치료금지자
요추천자는 아래와 같은 상황에서 시술하면 안된다.
- 원인을 알 수 없이 갑자기 뇌의 압력이 증가한 경우
  - 뇌의 압력이 증가한 경우 천추천자를 시술하면 천막뇌이탈이 일어남
  - 예외: 치료의 목적으로 천추천자를 사용하면 뇌의 압력을 줄일 수 있음
  - 주의
    - 뇌CT는 특별히 다음과 같은 경우에 추천됨
      - 나이>65
      - 줄어든 글라스코우마스케일
      - 최근의 발작
      - 중심신경신호

    - 검안경검사 for 유두부종
- 출혈경향
  - 응고장애
  - 줄어든 혈소판 수치 (<50 x 109/L)
- 감염[1]
  - 요추천자 자리에 감염
  - 패혈증
- 비정상적인 호흡 패턴
- 극도의 긴장과 함께 느린맥박과  나빠지는 의식
- 척추기형[2][3]